# Monokalcijev aluminat
Monokalcijev aluminat (CaAl2O4) je kemijski spoj. Aluminat je kalcija te ga ubrajamo u kalcijeve aluminate.

## Proizvodnja
Dobiva ga se kad se zagrije odgovarajući omjer kalcijevog karbonata i aluminijevog oksida sve dok se smjesa ne otopi.

## Osobine
Ne postoji u prirodi. Tipična je sastava Ca0.93Al1.94Fe0.11Si0.02O4. Kristalni sustav mu je monoklinski i pseudošesterokutni. Brzo reagira s vodom, tvoreći metastabilni hidrat CaO·Al2O3·10H2O, ili smjesu 2CaO·Al2O3·8H2O, 3CaO·Al2O3·6H2O te gel Al(OH)3. Ove reakcije formiraju prvi stupanj razvijanja snage u kalcij-aluminatnim cementima. U njima postoji kao tvrda otopina u kojoj udio manjih elemenata ovisi o sastavu cementa. Aluminatni cementi bitno se razlikuju od silikatnog cementa. Udio monokalcijava aluminata u aluminatnim cementima je preko 45%.

## Primjene
- Primjenjuje ga se u građevinarstvu u kalcij-aluminatnom cementu. Trikalcijev aluminat spada u četiri osnovna minerala koja tvore klinker, a udio mu varira od 0 do 13%.